# Estolad
Estolad es una región ficticia imaginada por J.R.R. Tolkien.
Esta ficticia región estaría ubicada entre las márgenes orientales del río Celon al oeste, las márgenes occidentales del río Gelion al este, Thargelion al norte, y el Camino de los Enanos al sur, en Beleriand Oriental, el bosque de Nan Elmoth estaba dentro de sus límites. Todos estos lugares forman parte de la ficción escrita por J.R.R. Tolkien
Su nombre en Sindarin, lenguaje imaginado por el antes mencionado autor, puede traducirse como “El Campamento”. Porque allí habitaron los primeros Edain,raza ficticia, llegados desde el Este.
Según la mitología imaginaria de Tolkien los primeros en llegar fueron los Hombres conducidos por Bëor “El Viejo”: que llegaron guiados por Finrod Felagund puesto que los Elfos Nandor desconfiaban de los hombres y se sentían inseguros. Estos hablaron con el Rey Noldor que los llevó hasta estas tierras que pertenecían a sus primos Amrod y Amras. El segundo grupo que arribó a Estolad fue la Casa de Hador, conducidos por Marach quienes se enteraron de que la Casa de Bëor vivía en ese lugar. Entonces bajaron por el Camino de los Enanos, cruzaron el río Ascar y se asentaron al sur y al este del lugar en donde moraba Baran, hijo de Bëor, cultivando una gran amistad. El Tercer Grupo que llegó a Estolad fueron los Haladim, acompañados por los Drúedain y conducidos por Haleth, pero se mantuvieron alejados de las otras Casas, casi sin contacto.
Prosigue la ficción de Tolkien, cuando corrió la noticia de la existencia de los Edain en esas Tierras, fueron visitados por muchos Elfos Noldor, que pronto comprendieron el valor de los Hombres y la ayuda que podrían prestarles a las Guerras contra Morgoth. Entablaron una gran amistad y les dieron tierras donde vivir en sus dominios. Además muchos Edain estaban deseosos de continuar el viaje y aceptaron la propuesta. Sólo quedaron en Estolad restos de los diferentes pueblos y algunos de ellos, los conducidos por Bereg de la Casa de Bëor, llevó "(...)hacia el sur a un millar de los hombres de Bëor, y desaparecieron de las canciones de aquellos días..." Y otros, de la Casa de Hador (Quenta Silmarillion. Cap 17) se volvieron a vivir a Eriador